# Cheharbagh
Chehārbāgh (farsi چهارباغ) è una città dello shahrestān di Savojbolagh, circoscrizione di Cheharbagh, nella provincia di Alborz in Iran. Aveva, nel 2006, una popolazione di 5.577 abitanti. 